# Miheleu, Bihor
Miheleu este un sat în comuna Lăzăreni din județul Bihor, Crișana, România.

## Obiective turistice
- Rezervația naturală “Calcarele tortoniene de la Miheleu” (0,1 ha).